# 聖詹姆斯 (密歇根州)
聖詹姆斯（英語：St. James）是位於美國密歇根州夏利華縣的一個普查規定居民點。

## 人口
根據2020年美國人口普查的數據，聖詹姆斯的面積為2.67平方千米，當中陸地面積為2.67平方千米，而水域面積為0.00平方千米。當地共有人口145人，而人口密度為每平方千米54.31人。